# 新井田 (八戸市)
新井田（にいだ）は、青森県八戸市にある大字の一つである。61の小字がある。地図 - Google マップ。

## 概要
八戸市庁から東南東3.5キロメートル (km) のところに位置する地区である。新井田川下流の右岸に沿って南北に3.6 km、東西に2.5 kmの広さがあり、川から東側は台地になっている。
1958年（昭和33年）までの旧・大館村の中心地であり、現在も八戸市大館市民サービスセンターが置かれている。
隣接する地区は、
- 北 - 大字湊町
- 東 - 湊高台・桜ヶ丘・大字大久保
- 南 - 大字妙・大字十日市
- 西 - 新井田西・田向・諏訪
- 中央部 - 旭ヶ丘（当地区に囲まれる形）

であり、古くからの南北軸のつながりに加え、国道45号八戸バイパス開通により東西の往来も活発になった。地内中央部には旭ヶ丘団地が立地する。鉄道駅は無く、当地区を東西に貫く国道45号と、南北に縦貫する青森県道29号八戸環状線、田向より当地区を通過し妙に至る青森県道251号妙売市線が通り、国道45号沿いにはロードサイド店舗が集中している。地内北端の新井田川沿いには八戸セメントの工場があり、大正時代から操業している。当地区は川沿いの台地上に位置しており、幹線道路周辺は商業施設が、それ以外の地域は住宅地が広がっている。

## 小字
- 字赤御堂前（あかみどうまえ）
- 字石橋（いしばし）
- 字石仏（いしぼとけ）
- 字石動木（いしるぎ）
- 字石動木平（いしるぎたい）
- 字市子林（いちこばやし）
- 字市子巻目（いちこまきめ）
- 字岩淵（いわぶち）
- 字丑鞍森（うしくらもり）
- 字風浚（かざさらい）
- 字上焼山（かみやけやま）
- 字川原（かわら）
- 字木戸場（きどば）
- 字小久保頭（こくぼがしら）
- 字小久保尻（こくぼじり）
- 字後庵（ごあん）
- 字妻ノ神（さいのかみ）
- 字坂（さか）
- 字塩入（しおいり）
- 字塩入下（しおいりした）
- 字重地（しけち）
- 字重地下（しけちした）
- 字四本松（しほんまつ）
- 字下鷹待場（しもたかまちば）
- 字常光田（じょうこうだ）
- 字外久保（そとくぼ）
- 字平ノ前（たいのまえ）
- 字鷹清水（たかしみず）
- 字鷹待場（たかまちば）
- 字立石沢（たていしさわ）
- 字館下（たてした）

- 字館平（たてひら）
- 字長塚（ちょうづか）
- 字長塚森（ちょうづかもり）
- 字長宝野（ちょうほうの）
- 字寺窪（てらくぼ）
- 字寺沢（てらさわ）
- 字寺沢下（てらさわした）
- 字寺ノ上（てらのうえ）
- 字出口平（でぐちたいら）
- 字外館（とだて）
- 字中ノ森（なかのもり）
- 字中町（なかまち）
- 字西平（にしひら）
- 字二本杉（にほんすぎ）
- 字畑中（はたけなか）
- 字八幡川原（はちまんがわら）
- 字八森平（はちもりたい）
- 字林ノ上（はやしのうえ）
- 字古館（ふるだて）
- 字古戸沢（ふるとさわ）
- 字法光野（ほうこうの）
- 字朴木沢（ほうのきさわ）
- 字前田（まえた）
- 字松山（まつやま）
- 字松山下野場（まつやましものば）
- 字松山中野場（まつやまなかのば）
- 字水溜（みずたまり）
- 字門前（もんぜん）
- 字山道（やまみち）
- 字横町（よこまち）

## 世帯数と人口
2017年（平成29年）4月30日現在の世帯数と人口は以下の通りである。
| 小字       | 世帯数    | 人口     |
| ---------- | --------- | -------- |
| 石橋       | 28世帯    | 67人     |
| 石仏       | 48世帯    | 114人    |
| 石動木     | 134世帯   | 288人    |
| 石動木平   | 280世帯   | 636人    |
| 市子林     | 47世帯    | 113人    |
| 市子巻目   | 132世帯   | 285人    |
| 岩淵       | 42世帯    | 98人     |
| 丑鞍森     | 332世帯   | 691人    |
| 風浚       | 110世帯   | 260人    |
| 木戸場     | 128世帯   | 289人    |
| 小久保頭   | 5世帯     | 9人      |
| 小久保尻   | 189世帯   | 434人    |
| 後庵       | 37世帯    | 59人     |
| 妻ノ神     | 188世帯   | 421人    |
| 坂         | 57世帯    | 127人    |
| 塩入       | 252世帯   | 565人    |
| 塩入下     | 5世帯     | 7人      |
| 重地       | 24世帯    | 67人     |
| 重地下     | 24世帯    | 45人     |
| 下鷹待場   | 1世帯     | 1人      |
| 常光田     | 206世帯   | 470人    |
| 外久保     | 178世帯   | 427人    |
| 鷹清水     | 32世帯    | 66人     |
| 鷹待場     | 172世帯   | 412人    |
| 立石沢     | 93世帯    | 189人    |
| 館下       | 85世帯    | 239人    |
| 館平       | 18世帯    | 42人     |
| 長塚       | 114世帯   | 260人    |
| 長塚森     | 112世帯   | 232人    |
| 長宝野     | 132世帯   | 326人    |
| 寺窪       | 3世帯     | 6人      |
| 寺沢       | 306世帯   | 557人    |
| 寺沢下     | 45世帯    | 85人     |
| 寺ノ上     | 52世帯    | 110人    |
| 出口平     | 140世帯   | 253人    |
| 外館       | 16世帯    | 37人     |
| 中ノ森     | 69世帯    | 195人    |
| 中町       | 114世帯   | 237人    |
| 西平       | 244世帯   | 536人    |
| 畑中       | 65世帯    | 159人    |
| 八幡川原   | 9世帯     | 20人     |
| 八森平     | 62世帯    | 120人    |
| 林ノ上     | 157世帯   | 317人    |
| 古館       | 91世帯    | 237人    |
| 古戸沢     | 27世帯    | 55人     |
| 法光野     | 16世帯    | 39人     |
| 朴木沢     | 185世帯   | 434人    |
| 前田       | 25世帯    | 56人     |
| 松山       | 149世帯   | 339人    |
| 松山下野場 | 148世帯   | 233人    |
| 松山中野場 | 126世帯   | 292人    |
| 水溜       | 85世帯    | 160人    |
| 門前       | 10世帯    | 27人     |
| 山道       | 17世帯    | 32人     |
| 横町       | 42世帯    | 116人    |
| 平ノ前     | 46世帯    | 120人    |
| 計         | 5,454世帯 | 12,011人 |

## 歴史
- 1889年（明治22年）4月1日 - 市制・町村制施行により、三戸郡新井田村、妙村、十日市村、松館村が合併し、三戸郡大館村を新設、大館村大字新井田となる。
- 1958年（昭和33年）9月10日 - 三戸郡大館村が八戸市に編入され、八戸市大字新井田となる。
- 1976年（昭和51年）9月1日 - 大字新井田字塩入下の一部、字下古川の一部、字上古川、字新川向が住居表示実施により、諏訪一丁目、同二丁目になる。
- 1989年（平成元年）9月11日 - 大字新井田字上焼山の一部、字小久保頭の一部、字四本松の一部、字下小窪尻、字下焼山、字二本杉の一部、字堀ノ内が住居表示実施により、湊高台一丁目、同二丁目、同三丁目、同四丁目、同五丁目になる。
- 2004年（平成16年）1月31日 - 大字新井田字久保田、字後庵の一部、字後庵下、字重地の一部、字重地下の一部、字寺沢下の一部、字中田表、字西平の一部、字西ノ城、字春木場、字臥木河原、字古館の一部、字法光野の一部、字横町の一部が住居表示実施により、新井田西一丁目、同二丁目、同三丁目、同四丁目になる。

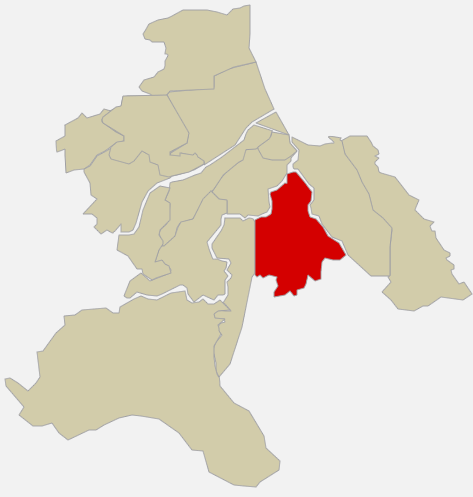
1958年までの大館村の行政区

## 施設

### 商業
- 青森みちのく銀行旭ヶ丘支店
- 青い森信用金庫新井田支店
- サンデー八戸新井田店
- DCM八戸新井田店
- ユニバース新井田店
- セカンドストリート八戸新井田店
- イエローハット八戸店
- ユニバース新井田店

### 工業
- 八戸セメント

### 公共施設
- 八戸市庁大館市民サービスセンター
- 八戸市立東公民館
- 八戸新井田郵便局
- 八戸東消防署大館分遣所
- 八戸市営バス旭ヶ丘営業所
- 大館駐在所

### 教育
- 八戸市立新井田小学校
- 八戸市立大館中学校

### 医療
- 社会医療法人　松平病院
- 医療法人清照会　湊病院

### 公園
- 風の道公園（新井田風の道トンネル上）
- 石動木平公園
- 第一西平公園
- 第二西平公園
- 常光田公園
- 新井田公園